# Olympische Sommerspiele 1932/Schießen
Bei den X. Olympischen Spielen 1932 in Los Angeles fanden zwei Wettbewerbe im Sportschießen statt. Austragungsort war der Schießstand des Los Angeles Police Department im Stadtteil Elysian Park. Nachdem 1928 keine olympischen Schießwettbewerbe stattgefunden hatten, nahm das IOC die Sportart wieder ins Programm auf, ließ aber die bisher zahlreichen Mannschaftswettbewerbe weg.

## Medaillenspiegel
| Platz | Land               | Gold | Silber | Bronze | Gesamt |
| ----- | ------------------ | ---- | ------ | ------ | ------ |
| 1     | Königreich Italien | 1    | –      | 1      | 2      |
| 2     | Schweden           | 1    | –      | –      | 1      |
| 3     | Deutsches Reich    | –    | 1      | –      | 1      |
| 3     | Mexiko             | –    | 1      | –      | 1      |
| 5     | Ungarn             | –    | –      | 1      | 1      |

## Ergebnisse

### Kleinkaliber liegend 50 m
| Platz | Land | Sportler                     | Punkte |
| ----- | ---- | ---------------------------- | ------ |
| 1     | SWE  | Bertil Rönnmark              | 294    |
| 2     | MEX  | Gustavo Huet                 | 294    |
| 3     | HUN  | Zoltán Soós-Ruszka Hradetzky | 293    |
| 4     | ITA  | Mario Zorzi                  | 293    |
| 5     | SWE  | Gustaf Andersson             | 292    |
| 5     | USA  | William Harding              | 292    |
| 5     | SWE  | Karl August Larsson          | 292    |
| 5     | POR  | Francisco António Real       | 292    |

Datum: 13. August 1932 

26 Teilnehmer aus 9 Ländern

### Schnellfeuerpistole 25 m
| Platz | Land | Sportler           | Punkte |
| ----- | ---- | ------------------ | ------ |
| 1     | ITA  | Renzo Morigi       | 42     |
| 2     | GER  | Heinz Hax          | 40     |
| 3     | ITA  | Domenico Matteucci | 39     |
| 4     | ITA  | Walter Boninsegni  | 35     |
| 4     | ESP  | José González      | 35     |
| 4     | MEX  | Arturo Villanueva  | 35     |

Datum: 12. August 1932 

18 Teilnehmer aus 7 Ländern